# Dasylepida gononi
Dasylepida gononi är en skalbaggsart som beskrevs av Leon Fairmaire 1897. Dasylepida gononi ingår i släktet Dasylepida och familjen Melolonthidae. Inga underarter finns listade i Catalogue of Life.